# Дания на летних Олимпийских играх 1956
Дания принимала участие в Летних Олимпийских играх 1956 года в Мельбурне (Австралия) в двенадцатый раз за свою историю, и завоевала две золотые, одну серебряную и три бронзовые медали. Сборную страны представляли 31 участник, из которых 4 женщины.

## 01!Золото
- Парусный спорт, мужчины — Пауль Эльвстрём.

## 02!Серебро
- Конный спорт, мужчины — Lis Hartel.
- Парусный спорт, мужчины — Ole Berntsen, Christian von Bülow и Cyril Andresen.

## 03!Бронза
- Каноэ, женщины — Tove Søby.

## Результаты соревнований

### Академическая гребля
В следующий раунд из каждого заезда проходили несколько лучших экипажей (в зависимости от дисциплины). В финал A выходили 4 сильнейших экипажей.
Мужчины
| Соревнование | Спортсмены                  | Предварительный заезд | Предварительный заезд | Предварительный заезд | Отборочный заезд | Отборочный заезд | Отборочный заезд | Полуфинал | Полуфинал | Полуфинал | Финал                 | Финал                 |
| Соревнование | Спортсмены                  | Заезд                 | Время                 | Место                 | Заезд            | Время            | Место            | Заезд     | Время     | Место     | Время                 | Место                 |
| ------------ | --------------------------- | --------------------- | --------------------- | --------------------- | ---------------- | ---------------- | ---------------- | --------- | --------- | --------- | --------------------- | --------------------- |
| двойки       | Финн Педерсен Кьелль Эстрём | 2                     | 7:36,6                | 2 Q                   | не участвовали   | не участвовали   | не участвовали   | 1         | 8:55,1    | 4         | завершили выступление | завершили выступление |